# ألبو ناصر
ألبو ناصر قبيلة عربية سنية، عددهم نحو 35 ألف نسمة، موطنهم مدينة تكريت وما حولها، وفي ديالى ونينوى وبابل وبغداد والأنبار والرضوانية وأبي غريب. ذكر سعيد أبو الريش في كتابه صدام حسين سياسات الانتقام: أن البو ناصر ليسوا كثيري العدد، إلا أنهم اكتسبوا سمعة بأنهم «قومٌ متصلّبون، ودهاة وسِرّيون». وترجع أصولهم إلى شبه الجزيرة العربية وحافظوا على علاقات ودية مع عشائر وقبائل متآصرة. ألبو ناصر من قبيلة الرفاعي كانت لهم زعامة قديمة على تكريت، قال شيخهم علي الندا حسين العمر: إنّ أصلهم من اليمن ثم انتقلوا إلى حلب وحرّان ثم جاءوا إلى العراق في الحكم العثماني، والاسم «ناصر» نسبةٌ إلى جدهم السيد أحمد الملقب «ناصر الدين»، أمير البصرة، ذكر ثامر عبد الحسن العامري في كتابه موسوعة العشائر العراقية، ص 53: أنّ هذه العشيرة تنتسب إلى الحسين بن علي وفقاً لقول نسّابين، ولشجرة نسب محفوظة عند العشيرة منذ سنة 1071 الهجرية. ذُكرَ أنّ أحد أجدادهم المسمّى «حسن بن ناصر» كان أميراً على كردستان وتكريت، بأمر من الحاكم العثماني مراد الرابع. تسكن تكريت ثلاثة أحلاف عشائرية، التكارتة في شمال المدينة، والحديثيّون الذين يسكنون في وسط المدينة، وعشيرة ألبو ناصر التي تسكن في (محلّة الحارّة) جنوبَ تكريت وصولاً إلى قرية العوجة. التي تقيم فيها عشيرة البيجات وتمتلك هناك عوائلها أراضي كانوا يشرفون عليها بأنفسهم. فخذ البيجات هو الأقوى بين قبيلة ألبو ناصر، وينقسم ألبو ناصر إلى ستة عشائر، منها عشيرة البيجات التي تتكون من 10 فنود (الفَندة هي الفرع من العشيرة)، معنى «البيجات» أو «البيكات» هو جمع لكلمة «بك» وهو منصب ولقب تشريفي كان في الدولة العثمانية، كان عدد البو ناصر 10 آلاف في سنة 1970، وذكر شيخ قبيلة ألبو ناصر علي الندا حسين العمر أن عدد قبيلة ألبو ناصر 35 ألفاً في العراق، ومنهم البيجات 7 ألاف، وكان ذلك سنة 2007، ولا يدري بعدد ألبو ناصر في سورية، وفي مقابلة صحفية في سنة 2015 ذكر حسن الندا الذي صار شيخاً للبيكات بعد علي الندا أن عدد عشيرة البيكات بلغ 12 ألفاً، تتقارب صفات ألبو ناصر بصفات وعادات العشائر المجاورة لها كعشيرة شمر والدليم والعبيد، ألبو ناصر لا يقبلون تزويج بناتهم لمن هو من غير عشيرتهم.
برزت القبيلة في الستينيات، حين استولى أحد أفرادها، أحمد حسن البكر، على السلطة في العراق. وكان صدام حسين، الذي خَلَفَ البكر، من قبيلة البو ناصر، وأصبحت القبيلة ركناً أساسياً في قبضته على السلطة من سنة 1979 إلى سنة 2003. فاعتمد صدام اعتماداً قوياً على القبيلة ليشغلوا مناصب عليا في حكومته، وخاصةً لإدارة أجهزته الأمنية، ولا سيما جهاز الأمن الخاص والحرس الجمهوري الخاص. وكانت عدة مناصب رئيسية في الحكومة العراقية يشغلها أفراد من عشيرة البيكات عموماً وفرع «ألبو المجيد» خصوصاً، الذين ينتسب إليهم صدام. بعض الأجهزة الأمنية كان أعضاؤها مقتصرين على قبيلة ألبو ناصر، مثل حراس صدام الشخصيين.
بلغت قوة البو ناصر وحلفاؤهم القَبلِيون ذروتها في التسعينيات، حين اشتدّ الضغط على حكم صدام من آثار العقوبات الدولية، فمُنح شيوخ العشائر رعايةً واسعة وأموالاً وأسلحة، وعضوية مجلس الشعب العراقي وسيلةً لربطهم بالنظام. وهُمّشت الهياكل القديمة لحزب البعث إلى حد ما لصالح هيكلية سلطة قبليّة صريحة متمركزة في ألبو ناصر. غيرَ أنّ غزو العراق عام 2003 والإطاحة بصدام حسين قلّل كثيراً من نفوذ ألبو ناصر في العراق الجديد. حدث أن عُزل برزان إبراهيم الحسن أخو صدام من الأم عن منصبه في رئاسة المخابرات سنة 1983، وقال صدام حسين في منتصف سنة 1983 «لقد فشل برزان في إدارة مسؤولياته ونحن لسنا نظاماً يبقى فيه ابن الأسرة الحاكمة مسؤولاً مدى الحياة، ولأنه لم يكن أهلاً لهذه المسؤولية، تم إبعادوه عن وظيفته». وقال عز الدين المجيد «صدام حسين كان كثير الفتك بمن حوله وبالأقارب أكثر من البعيدين».

## تاريخ العشيرة
وفقاً لكتاب «النجوم الزواهر في شجرة الأمير ناصر» حكمَ آلُ ناصر مدينةَ تكريت ونواحيها نحو 286 سنة.

### ناصر
ولد ناصر الرفاعي في البصرة ونشأ بها، واسمه أحمد، وسبب تلقيبه ب «ناصر»، لأنه كان مجاهدأ ومصحوباً بآية النصر، توفي سنة 960هـ، وله أخٌ اسمه محمود الأسمر له ذرية منتشرين في حلب وصيدا والأردن والكويت والعراق.

### دَگ‍ة البيكات

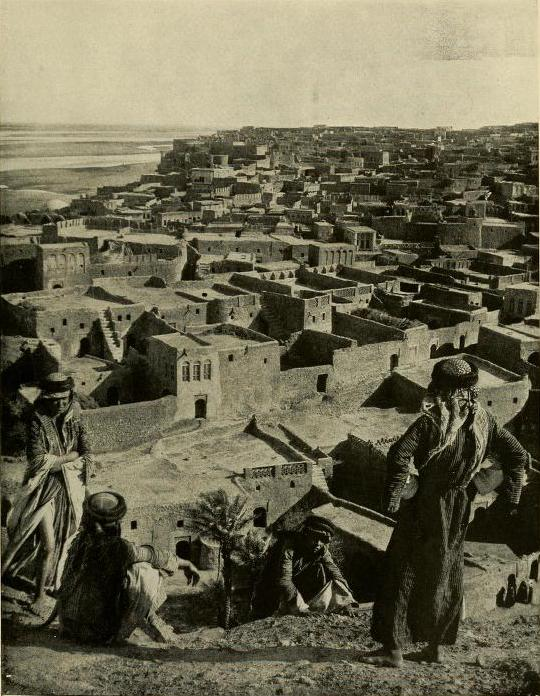
مدينة تكريت سنة 1914

اختلف البو ناصر مع السلطة الحاكمة في عهد السلطان عبد الحميد الثاني وأعلنوا ثورة معروفة في تكريت باسم ثورة البيكات ودگ‍ة البيكات، في سنة 1328 الهجرية، وقدموا ضحايا كثيرة وبالنظر للبسالة التي أبدتها والخسائر التي ألحقتها بقوات السلطة الحاكمة، اضطرت الحكومة إلى مفاوضتها وإعلان الهدنة، ومن ضحايا تلك الواقعة من آل ناصر، مسلط بن عمر بك، حاکم تكریت، جدُّ خير الله طلفاح بن مسلط ومن ضحاياها ابنا مسلط، مولانٌ ومحمدٌ، وسبعة أشخاص من أبناء العشيرة عدا الثلاثة المذكورين، واشترك فيها حسن بن بكر، والد أحمد حسن البكر، وذهبت العين اليمنى لحسن البكر. وفي هذه المعركة خسر الجيش التركي سبعة عشرة نفراً وكان منهم قائد الجيش برتبة رئيس وولداه برتبة ملازم، وأربعة عشر جندياً. وصدر أمر سلطاني بإعلان النفير الخاص على عشيرة آل ناصر وإباحة دمها، ونهب أموالها، وحرق دور أولاد عمر بك.

#### وصف آخر لدگ‍ة البيجات
ذكرَ عبد العزيز القصاب حادثةَ "دگ‍ة البيجات" في مذكراته، فقال "في ناحية تكريت فرقة تسمى البيجات تتكون من 120 شخصا تقریبا تمتهن تهريب الدخان والمِلح، وقد لاذ بها نفر من الهاربين من الجندية من الموصل والدليم ومن بعض الأشخاص الذين اتخذوا الشقاوة مهنة لهم. وفي سنة 1907، اعتدى قسم من هؤلاء المفسدين على قافلة متكونة من اثنتي عشرة عربة من عربات الدائرة السنية وهي في طريقها إلى الموصل، وسلبوا دوابها وكل ما فيها، وعلى أثر ذلك، صدر الأمر بتعقب الجناة واسترداد المواد المنهوبة. فأمرتُ قائد الجندرمة، عبد الرحمن أفندي، بجمع قوته المكونة من ثلاثين خيالاً للقيام بهذا الواجب، وعند وصوله تکریت، اجتمع برؤساء (البيجات) وضغط عليهم فتعهدوا بإرجاع المنهوبات وتسليم المجرمين. ولمّا وجد القائد أن الأمر سهل، تمادی وطالبهم بتسليم جميع الهاربين من الخدمة العسكرية ودفع مبالغ كبيرة مقابل أتعابه. تصلب رؤساء البيجات تجاه هذه المطالب وتأزم الوضع، فتحصن قائد الجندرمة في وسط تکریت استعدادا لضرب الجناة في بيوتهم. ووقع اشتباك مسلح عنيف قتل فيه (اليوزباشي) عبد الرحمن أفندي قائد القوة وجرح ابنه، وقتل اثنان من أفراد قوته مع ثلاثة آخرين. صدر من الولاية أمر لي بالسفر إلى تكريت مع قوة عسكرية إضافية بقيادة (البكباشي) الحاج نامق بك إلى تکریت. تأكدنا عند التحقيق بأن القتال كان نتيجة لمبالغة الجندرمة في طلباتها ومضايقاتها للبيجات وطردهم من المدينة، ثم ملاحقتهم في الجزيرة خارج تکریت. وشرح لي الرؤساء المحايدون القضية على حقيقتها، وطلبوا أن لا أتوسع فيها، وهم يضمنون تعاون رؤساء البيجات معي وإرجاع المنهوبات، وتسليم المجرمين خلال ثلاثة أيام، كذلك تلقيتُ أمرا سريا من الوالي يطلب مني إنهاء القضية بسرعة بمناسبة إعلان الدستور العثماني الجديد. أمرتُ القوة العسكرية بتعقب الجناة، فعاد القتال بين المفرزة والبيجات، وقتل ستة منهم وقبض على عشرة أحيلوا للمحاكم.

### الاستخبارات الإنكليزية
احتوى تقرير سري لدائرة الاستخبارات البريطانية عن العشائر والسياسة لولاية بغداد سنة 1917م على تعريف بعشيرة البيجات وذُكر فيه "عرب البيجات: اسم عشيرة مشتقة من كلمة "بيك" وهم خليط من عشائر متعددة في جملتها من الدليم - مزارعون ينتسبون عن طريق المصاهرة بآل شاوي، وموقعهم في الضفة اليمنى من نهر دجلة جنوبَ تكريت، [العدد] 60 داراً.

## مذهب العشيرة
في مقابلة لجريدة الرياض، منشورة يوم 21 شباط سنة 2007، سئلَ علي الندا، شيخ البو ناصر عن المذهب السني، هل تنتمي إليه العشيرة؟ فقال «مذهبنا سني، ولو أنه يؤسفني أن اضطر لتعريف نفسي هذه الأيام بذلك، لأننا في السابق لم نكن نعرف بالتسميات المذهبية، أو الطائفية إلا أن الحال تغير بعد احتلال العراق وأتت التسميات الجديدة والتقسيمات المناطقية والفئوية، نعم نحن عائلة عربية ومسلمون سنة».

### جرد أنساب البو ناصر
| الانتساب إلى مدينة تكريت مجرد لقب، ولا توجد عشيرة اسمها تكريتي، بل هو اسم المدينة، وجميع العشائر المجاورة لها يسمون بالتكارتة، مثل الجبور والدليم والبو ناصر وعوائل أخرى وهو لقب وليس أصلا ونسبا، ومعظم سكان المدينة حالياً ليسوا أصلا تكريتيين "تكارتة". |
| —علي النِدا حسين العمر، شيخ عشيرة البيكات. |

في شهر أيار سنة 2001، أُعلنَ أن مكتب شؤون العشائر في ديوان الرئاسة عَمِلَ على جرد أنساب البو ناصر، وأشرفَ عليهم علي حسن المجيد، ذكر علي الندا، شيخ البيكات، أن نواف الزيدان الذي أقام عدي وقصي ومصطفى في بيته ثم هاجمهم جيش الاحتلال الأمريكي كان بوشاية من نواف الزيدان الذي انتسب إلى البو ناصر، ورفضتْ العشيرة انتسابه، قال حسن الندا «الزيدان كان على خلاف مع عشيرة البو ناصر التي رفضت أن ينتسب إليها، ولا أعلم كيف قَبِلَ عدي وقصي الالتجاء إليه».

### مدرسة الشبيبية
مدرسة حكومية أُنشئت خاصةً لطلاب عائلة صدام من الدرجة الأولى والثانية، ذكرت حرير حسين كامل في مذكراتها سبب إنشائها فقالت "أُدخِلتُ في طفولتي إلى حضانة وروضة مع عموم العراقيين، ثم بسبب طبيعة العائلة العشائرية اقترح والدي فكرة إنشاء مدرسة خاصة لأبناء الأسرة، حيث يتحفظ الآباء على اختلاط بناتهم مع أغراب آخرين ودعمت أمي الفكرة بقوة. فكان إنشاء (مدرسة الشبيبية) ويتراوح العدد بين خمسة إلى عشرة، في صفي كان هناك تسعة طلاب كنتُ مع حسن علي حسن المجيد وبكر ثائر سلمان المجيد وندى ورنا الغفور وزينة عبد حمود وأناهيد كامل ورؤى رفعت، وعمر حبيب السليمان، وكلهم أقارب من الدرجة الأولى أو الثانية.

### بعد احتلال العراق 2003
وفقاً لتصريح الرائد ستان مرفي (Major Stan Murphy) المنشور يوم 21 كانون الأول في سنة 2003، كثرتْ عمليات المقاومة للاحتلال الأمريكي، وترجّح للأمريكيين أن صدّاماً كان هو الموجّه لذلك عن طريق مساعديه المنتمين إلى 5 عشائر موالية، فبدؤوا بإعداد لائحة لأقاربه والعشائر الموالية له، فبلغ عددهم 9 آلاف شخص، ذكرتْ وزارة الدفاع الأمريكية أنها اعتقلت منهم نحو ألفين، وقُتلَ 30، معظمهم من عشيرة صدام، وفي شهر أيلول، تقلّصت اللائحة إلى 200 شخص، وأدّت اللائحة إلى الوصول إلى صدام وفقاً لقول ستان مرفي. قال الفريق ريموند توماس أوديرنو في يوم 15 كانون الأول سنة 2003، إنه أدرك منذ شهر تموز 2003، أن مفتاح الوصول إلى صدام حسين، كان باكتشاف التأييد له، عائلياً وعشائرياً في مدينة تكريت وما حولها، فوضع الجيش الأمريكي رسماً توضيحياً لأقارب صدام، قال ريموند إن «ضباطَهُ والمحللين قضوا ذلك الصيف وهم يرسمون شجرة الروابط العشائرية والعائلية لصدام»، وقال «تعقبنا واعتقلنا منهم عدداً كثيراً»، وقال إن الرسم التوضيحي للعائلة قد أوصلهم إلى طبقة أقل درجة، ولكنها شديدة الموثوقية لدى الرئيس، كانوا من أقاربه وعشيرته، يساعدونه على الاختباء والتحرك في أرجاء الريف.
وفي يوم 22 شباط سنة 2007، قالت جريدة سكاي نيوز، "عاد الرقيب الأول إريك مادوكس بالذاكرة إلى يوم 12 ديسمبر من عام 2003، عندما نجحت القوات الأمريكية في إلقاء القبض على الحارس الشخصي لصدام، محمد إبراهيم، وقال: "تمكنتُ من التعرف على [محمد] إبراهيم مباشرة، لأنني كنت أعلم كيف يبدو بالضبط، لأنه يمتلك ذقنًا تشبه ذقن الممثل جون ترافولتا، وعندما نزعت غطاء الرأس عنه قلت له (أنت محمد إبراهيم.. كنت أتطلع لرؤيتك)، ثم نظر إليّ وقال (كنت أتطلع لرؤيتك أيضًا)". وأضاف: "عرضي له كان كالتالي (صدام أشركك في الموضوع، هو السبب في أن 40 من أفراد أسرتك في السجن الآن. خذنا إلى صدام وسأخلي سبيل الأربعين كلهم)". وفي مقابلة منشورة يوم 22 شباط سنة 2007، سُئل علي الندا، شيخ عشيرة البيكات، هل تم اعتقالك؟، وهل اعتدى الأميركيون على أموال وممتلكات العشيرة؟ فأجاب علي الندا "بريمر أصدر قرارا بنصيحة من أحمد الجلبي بمصادرة أموالنا المنقولة وغير المنقولة وشمل هذا القرار حوالي 500 شخص، ومن ضمنهم أحمد حسن البكر وأناس آخرون هم في عداد الموتى كما تم اعتقال 1300 شخص من عائلتنا وتعذيبهم، ولا يزالون يرزحون في السجون إلى الآن". وقالت إلهام إبراهيم الحسن، أختُ صدام من الأم، في مقابلة منشورة في جريدة الحياة يوم 3 حزيران 2003 "هناك عدد كبير من أبناء العشيرةِ عشيرةِ البيجات اقتيدوا من بيوتهم ولم يعرف لهم أثر حتى اللحظة..إن السيدات لم يتعرضن للأذى، ففي العراق عشائر وعائلات تلتزم أخلاقها القبلية، ولهذا وجدت تلك العائلات التي لا حول لها ولا قوة، ملاذاً آمناً بين العراقيين". وقال قصي بن عبد الله محمود الخطاب "اعتقلتُ مع أبي وأمضينا سبعة عشر يوما في سجنين يحرسهما الأمريكيون، الأول في شمال تكريت والثاني في جنوبها في السجن الأول جعلوني انتظر خمسة أيام قبل استجوابي بعدما تركوني 5 ساعات في الشمس كانوا يرمون لنا الطعام مرة واحدة في اليوم كما يرمونها للكلاب، وكانوا يعطوننا قليل من الماء في ذلك الحر وكانو يعلقوننا ويمنعوننا من النوم ثم بقيت في السجن الجنوبي المقام في مدرسة قرآنية سابقاً، ولقد وضعوا سواراً في معصمي يحمل الرقم 433 . ثم أخلوا سبيلي بعد 12 يوماً من دون تبريرات".

## عشائر ألبو ناصر
تفرّعَ من آل ناصر 5 أفخاذ، هم ذرية 5 أبناء لحسن بن علي بن حسين بن ناصر، والأبناء هم شبيب وعمر وفياض وعلي وإلطيف أبناء حسن بن علي بن حسين بن ناصر، وما زالت إمارة العشيرة في آل شبيب، ثم في العهود المتأخرة، ازدادت التفرّعات العائلية لآل شبيب، وصار انتساب ذريته إلى الأسلاف القريبين لا يتجاوزون الجد الأول أو الثاني. وذرية علي بن حسن بن حسين بن ناصر يقال لهم النقيب.
عشائر البو ناصر ستة، قال حسن بك الندا، وهو أحد شيوخهم، من يريد أن ينتسب إلى هذه القبيلة الأصيلة إما عن طريق سلسلة نسب واضحة وصريحة وتدقق من لجنة الأنساب، وإما عن طريق الفحص الطبي وهذا أمر قطعي. وفي دير الزور عدة بيوت من البو ناصر، كان رئيسهم طه بن توفيق الناصري.
| العشيرة         | التعريف |
| --------------- | --- |
| البيكات         | البيكات عشرة أفخاذ: - 1) فخذ البو خطاب، وهم عدة فِنَد، منها: - فندة بيت حسن المحمد العمر، ومنهم إبراهيم الحسن المحمد الخطاب وهو زوج صبحة طلفاح أمّ صدام حسين، وأولاد إبراهيم الحسن هم دهام (ليس أخاً لصدام)، وسبعاوي، وبرزان، ووطبان وهؤلاء الثلاثة إخوة صدام من الأم، ومن ألبو خطّاب أيضاً عمر التكريتي ابن سبعاوي، ومنهم أيضاً ثريا بنت برزان إبراهيم الحسن، وكنيتها أمّ أحلام، وُلدت ثريا في 19 كانون الأول سنة 1980م، أذاعت لها قناة جمهورية العراق رسالة مكتوبة منها إلى عمّها صدام حسين، يوم 31 آذار سنة 2003، قالت فيها إنها مستعدة للقتال إذا وصل الجيش الأمريكي إلى بغداد، وأعلنَ مجلس الأمن أنها من قائمة الأفراد والكيانات ذوي الصلة بحكومة صدام حسين، بمقتضى "الفقرة ب" من "المادة 23" من قرار مجلس أمن الأمم المتحدة رقم 1483 في 22 أيار سنة 2003، قالت ثريا في مقابلة مع قناة العربية يوم 11 كانون الثاني سنة 2007م حين كانت مقيمة في اليمن "إن صدام وبرزان لم يعذبا أو يعاقبا احداً بغير وجه حق. وكل من يقول ان شقيقي أو هذا او ذاك أعدم يجب ان يعلموا انه كان هناك سبب.. سبب قوي...إن صدام كان عليه واجب حماية بلاده وإنه تهاون مع المعارضة لكن ليس مع من "أضروا بالبلاد"، زوج ثريا هو عزام صالح عبد الله خطاب الناصري، وأخت ثريا الكبرى هي سجى بنت برزان إبراهيم الحسن، زوجة عدي صدام الأولى. ومنهم مزاحم صعب حسن الخطاب ابن عم برزان إبراهيم حسن الخطاب، قائد قوات الدفاع الجوي. - فندة بيت محمود الخطاب، ومنهم عبد حمود. - فندة أحمد الخطاب، ومنهم ابنه غازي أحمد الخطاب، آخر محافظي صلاح الدين قبل الاحتلال الأمريكي، قُتل أثناء وصول قوات الغزو الأمريكي إلى تكريت سنة 2003، وأُعلنَ عن مقتل ابنه ناهض الخطاب يوم 11 كانون الأول سنة 2005م، وكان ناهض من كبار شيوخ البيكات، ويُعدّ من المعتدلين(1) في تلك الفترة. - 2) فخذ بيت حسين العمر: وهم أهل غيداء الندا زوجة الرئيس الأسبق أحمد حسن البكر، وبعد انتهاء حكم الرئيس البكر، أخذت عشيرة البيكات تنقسم، وزُحزحَ فرع الندا من السلطة وفقاً لقول وفيق السامرائي وحازم صاغية، واتخذ مكانهم بيت البو خطاب، وبيت ألبو مسلط وبيت ألبو عبد الغفور، خاصةً بيت البو المجيد. ومن بيت حسين العمر، عباس العمر، الذي كان صدام حسين يشير إلى قصته مفتخراً، حين شجرَ خلاف بين عشيرة البيكات وعشيرة أخرى واضطر البيكات إلى التعاون على جمع الدية، فاجتمعوا وكان بينهم عباس العمر، فلم يطلبوا منه حصته إذ كانوا يعلمون بفقره فغضب عباس وقال "صحيح ما عندي مال، ولكن عندي القدر الذي أصنع به الثريد للأولاد. أبيعه وأدفع حصتي من مبلغ الدية". ومنهم كريم الندا، صهر أحمد حسن البكر، وبنت كريم الندا اسمها نضال وهي زوجة محمد بن أحمد حسن البكر، اجتمع في بيت كريم أعضاءُ قيادة حزب البعث، لينطلقوا منه إلى القصر الجمهوري فسيطروا عليه وعزلوا الرئيس عبد الرحمن عارف. - 3) فخذ ألبو عبد الغفور، وهم الذين انفردوا بالهجوم على منزل حسين كامل وقتله، لأنهم وجدوا أنه خائن، برأيهم، وقبل الهجوم، أرسلوا إليه بسيارة هوندا مملوء سلاحاً وذخيرةً، لكي لا يواجههم وهو أعزل أو قليل العتاد، وكان هذا مراعاةً للأعراف العشائرية، وحين انتقدتهم حرير بنت حسين كامل في مذكراتها، أعلن البو عبد الغفور رفضهم لانتقاد حرير، وقال أحد وجهائهم حفيدة صدام تحاول تبرير خيانة والدها وتبرئة جدها من قتله...أكثر ما أزعج أبناء العائلة هي التفاصيل الخاصة بحادثة انشقاق حسين كامل إلى حين مقتله...حرير حسين كامل أرادت تبرئة والدها من تهمة الخيانة وفي الوقت نفسه أرادت تبرئة جدها صدام، وخاليها عدي وقصي من عملية قتله، وهذه أمور لا يمكن التوفيق بينها، من خلال ذكر معلومات مزيفة كما فعلت في كتابها...جهود الوساطة العائلية من خلال إرسال أطراف من العائلة للقاء حسين كامل في الأردن ظلت متواصلة، رغم رفض حسين كامل للقائهم لعدة أشهر، واستهدفت هذه الوساطات تفادي ما حصل بعد ذلك من تطورات أدت لمقتله. وذكرت وزارة الداخلية أن هذا الهجوم كان غسلاً للعار، وفِند البو عبد الغفور هي: - فِنْدة ألبو مجيد: ومنهم عدة بيوت: - بيت حسين المجيد، منهم صدام حسين وعدي وقصي ومصطفى. - بيت حسن المجيد، حسن المجيد هو عمّ صدام، وهو الذي اختار اسم صدّام لابن أخيه صدام حسين، ينتسب إلى حسن المجيد علي حسن المجيد، وأخوه عبد حسن المجيد، وأخوه هاشم حسن المجيد، وأخوه كامل حسن المجيد أبو حسين كامل زوج رغد صدام حسين وابنتهما حرير حسين كامل، وصدام كامل زوج رنا صدام حسين، وهِبة ابنة علي حسن المجيد، خطيبة أو زوجة عدي صدام الثانية. وكان كامل حسن المجيد أغنى رجل في عشيرة البيجات وفقاً لوصف حفيدته حرير حسين كامل، وحين خطبَ كامل حسن رغد لابنه حسين، أرسل إليها النيشان عشرات من قطع الذهب، وحين خطب صدام لابنه قصي، لم يُرسل لخطيبة ابنه مثل ذلك المقدار، فسُئلَ صدام عن ذلك فقال مازحاً "قابل آني كامل الحسن" (هل أنا كامل الحسن؟). - بيت سليمان المجيد، ينتسب إليه روكان رزوقي وبرزان عبد الغفور، وثائر عبد القادر سليمان، الذي اشترك في الهجوم على ابن عمته حسين كامل، وقُتلَ في الساعة الأولى من الهجوم. كما قُتل معه أحمد عبد الغفور سليمان المجيد، وسمَّتهما وزارة الداخلية شهيدين، ومن هذا البيت كريم سليمان المجيد، وصفية سليمان المجيد، والدة حسين كامل، وقد أُعلنَ عن مقتل صفية المجيد في بيتها في منطقة السيدية، يومَ 18 آب سنة 2001 وقد تجاوزت حينئذٍ السبعين من العمر، وعرض تلفزيون العراق تفاصيل المقتل، وذكر أن القتيلة "صاحبة مزارع وأعمال ولديها سُوّاق سيارات وهي ذات مركز"، كما ذكروا أن القتلة كانوا من أصحاب السوابق وأن غرضهم السرقة، وقُتلت مع صفية إحدى حفيداتها، وفي سنة 1996 حين تقاتلَ البو عبد الغفور مع حسين كامل في منطقة السيدية، كانت صفية خارج ذلك البيت، تصرخ وتستغيث بالناس لينقذوا أولادها من المذبحة، ولم يستجب لها أحد. - بيت ألبو سلطان، ينتسب إليه ضابط الاستخبارات طه عبد الله السلطان، واللواء الركن خليل إبراهيم عبد الله السلطان، معاون مدير جهاز المخابرات، وابن عمه كمال مصطفى عبد الله السلطان وأخوه جمال مصطفى عبد الله السلطان زوج حلا صدام حسين. - 4) فخذ ألبو مسلط، فرع من آل عمر بك الثالث، من آل شبيب، وُلد مسلط في تكريت ونشأ فيها، واشترك سنة 1328هـ، في دگ‍ة البيكات مع أبناء عمومته من البيكات رفضاً لأمور أرادت الحكومة العثمانية فرضها على العشيرة، وقُتل في تلك الواقعة، ومسلط هو عم أحمد حسن البكر، فخذ البو مسلط عدة فِند: - فندة طلفاح المسلط، تنتسب إليهم والدة صدام حسين "صَبْحة طلفاح"، وأخوها خير الله طلفاح، وابنته ساجدة زوجة صدام، وأخوة ساجدة لؤي ومعن ومضر وكهلان وغيداء وخنساء أولاد فاطمة حسن المجيد، وعدنان خير الله زوج هيفاء بنت أحمد حسن البكر، كما ينتسب إلى طلفاح ابنُه عبد اللطيف طلفاح المسلط، وله ابنان رافع عبد اللطيف طلفاح المسلط وهاني عبد اللطيف طلفاح المسلط، تزايدَت سلطة بيت المسلط الذين كانوا أخوال صدام، وظلتْ قوتهم حتى وفاة عدنان خير الله المسلط، أخي ساجدة خير الله، وبعدئذٍ، بدأ إضعاف البو المسلط، ورَوى الشيخ علي الندا عن خير الله طلفاح بعد وفاة ابنه عدنان، أنه أشارَ إلى أنه هناك بوادر خلافات شخصية دبت بين عوائل (البيجات) بعضهم البعض. وبعد انقضاء رئاسة أحمد حسن البكر وإبعاد أقاربه وأقارب زوجته "الندا" انفردَ من بعد المسلط بيتُ ألبو عبد الغفور، وخصوصاً بيت المجيد. - فندة عمر المسلط، وحفيده هو محمد إبراهيم عمر المسلط ، الذي اعتقلته قوات الاحتلال الأمريكي وادعوا أنه أخبرهم بمخبأ صدام حسين. ونفى علي الندا، شيخ عشيرة البيكات، أن الواشي بمخبأ صدام كان من أقاربه، وقال الذي وشى به وسلمه للقوات الغازية الأمريكية حسب وصية الرئيس الشفهية لي عن طريق المحامي هو الخائن اللواء كمال الدوري،(2) وقال بلغ عائلتي. وقال صدّام للمحامي بلغوا عشيرتي كي لا تحدث فتنة ويُتهم آخرون. وروى المحامي خليل الدليمي في كتابه صدام حسين من الزنزانة الأمريكية عن صدام قوله "أنفي نفيا قاطعا معظم ما ورد في الرواية الأمريكية وخاصة الاسم الذي ذكروه [محمد إبراهيم المسلط] بأنه هو الواشي ، فهذا الشخص لدي ثقة كبيرة فيه". - 5) فخذ ألبو بكر، ومنهم أحمد حسن البكر. - 6) فخذ ألبو هزاع، فرع من ذرية عمر بك، مساكنهم في تكريت وبغداد، كان لمحمد بن هزاع عدة أبناء، منهم: - اللواء عمر محمد الهزاع، أُعدم في التسعينات. وابنه النقيب الطيار فاروق عمر الهزاع أُعدم مع أبيه، وابن عم فاروق هو رعد الهزاع، آخر مدير للمدرسة العراقية في المغرب حتى 2003، وذُكرَ أنه أيضاً كان ضابط جيش أو مخابرات. - فيزي محمد الهزاع، وأبناؤه الفريق محمود فيزي الهزاع، وطارق فيزي الهزاع محافظ محافظة البصرة، وهزاع فيزي الهزاع، آمر اللواء المدرّع العاشر، وقائد الفرقة العاشرة، وصديق الطفولة لصدام. - جاسم محمد الهزاع - 7) فخذ ألبو عبد المنعم، وهم أولاد عبد المنعم بن عمر بك بن بكر بن الأمير عمر بن الأمير شبيب بن الأمير علي بن الأمير حسين بن الأمير أحمد الملقب ناصرالدين، ومنهم حاتم عبد الرشيد وأخوه دحام عبد الرشيد رئيس ديوان الرقابة المالية، وأخوه ماهر عبد الرشيد، ولُمى بنت ماهر عبد الرشيد هي زوجة قصي. - 8) فخذ ألبو كاطع: ومنهم مظهر محمد الفرحان، مدير الاستخبارات والاستطلاع الجوي. يتفرع البو كاطع إلى 3 فِند: - فندة بيت حدوشي الهزيم: ومنهم العميد الطيار جبار رجب الحدوشي، وأخوه محمد رجب الحدوشي، مسؤول أمن القصور الرئاسية ورئيس مكتب صدام في صلاح الدين، وأخوه عبد الصمد الحدوشي، كان مرافقاً لعدي صدام حسين، وكان معه في الموصل حيث هاجمتهم قوة أمريكية وقتلوا الموجودين في البيت بعد مقاومتهم ورفضهم الخروج، ومنهم العميد صابر الحدوشي، أحد مرافقي صدام. - فندة بيت محمود الهزيم. - فندة بيت يوسف هشام الهزيم - 9) فخذ ألبو نجم، ينتسب إليه كامل ياسين زوج إحدى بنات أحمد حسن البكر، وأرشد ياسين زوج نوال إبراهيم الحسن (أخت صدام من الأم). - 10) فخذ ألبو موسى الفرج، ينتسب إليه فاضل البراك وغانم قدوري الحمد. |
| ألبو فياض       | نسبة إلى جدهم فياض بن الأمير حسن شقيق الأمير شبيب بن الأمير حسين بن سيد علي ناصر الدين أمير عبادة في حوران وحلب، مساكنهم في تكريت وبيجي والشرقاط وبغداد، ومنهم يوسف عز الدين الناصري. والشيخ عبد العزيز مال الله الناصري، وابنه الصحفي التربوي عبد الرزاق بن عبد العزيز الناصري، ومنهم الأديب الصحفي عبد الكريم بن عبد العزيز مال الله الناصري، وابنته الكاتبة بثينة بنت عبد الكريم الناصرية. |
| ألبو عبد الحميد | نسبة إلى عبد الحميد بن حبيب بن رجب بن عايد بن عمر أمير تكريت بن حسن بن الأمير علي بن الأمير ناصر ، ومنهم أحمد مطلوب، ونخوتهم "إخوة هَدلة". وهم عدة أفخاذ: - فخذ البو مجيد - فخذ البو أسعد، وكان رئيسهم ضياء أديب الحسن الأسعد الناصري، الذي اعتقله جيش الاحتلال الأمريكي يوم 21 تشرين الأول سنة 2009م في منطقة العوجة، وقال الجيش الأمريكي في بيان الاعتقال «ألبو ناصر يُشتبه في تمويله أنشطة للمسلحين لعدد من المنظمات الإرهابية في شمال العراق». توفيَ يوم 19 نيسان سنة 2021. - فخذ البو عزيز - فخذ البو رجب - فخذ البو زامل - فخذ البو علي العنيز |
| اللطيفات        | نسبةً إلى عبد اللطيف بن الأمير حسن بن الأمير علي بن الأمير ناصر، نخوتهم "إخوة هدلة"، منهم الشيخ داود التكريتي. اللطيفاتُ عدةُ أفخاذ: - فخذ البو حاج أحمد، ومنهم حماد شهاب، وابنه اللواء رعد بن حماد شهاب، عضو اتحاد كرة القدم في عهد صدام حسين، اشترك رعد حماد بصفته بعثياً في مفاوضات سياسية مع مستشارين لإبراهيم الجعفري سنة 2007، أُعلنَ عن اعتقال رعد في تشرين الأول سنة 2013 في سورية. وأبناء أخي حماد شهاب، سامي شريف شهاب الناصري، الأمين العام لاتحاد الجيولوجيين العرب سنة 1977، والعقيد الركن عدنان شريف شهاب الناصري، الذي كان مرافقاً أقدم للرئيس أحمد حسن البكر، قال طاهر توفيق العاني إن البكر في أوائل سنة 1978 غضب يوماً من نائبه صدام وحين أراد صدام الدخول إلى القصر الجمهوري، قال له عدنان شريف شهاب "أنت ممنوع بأمر الرئيس البكر"، ذُكرَ اسمُ الأخوين سامي وعدنان فيمن حُجزت أموالهم في شهر كانون الأول سنة 2003، وابن عم عدنان هو الفريق الركن ثابت سلطان شهاب، والفريق الركن ثامر سلطان شهاب، كان ضابطاً برتبة لواء ركن، واعتُقلَ مع أخيه الذي اتهمته حكومة صدام حسين بمحاولة انقلاب، وحُكم على ثامر بالسجن المؤبد سنة 1993م، وبعد الاحتلال الأمريكي، أُنشئ جيشٌ عراقي جديد، وعُيّن الفريق ثامر مستشاراً لوزارة الدفاع، ورُشّح أن يكون وزيراً للدفاع ولم يُستوزَر. وشيخ فخذ البو حاج أحمد خصوصاً واللطيفات عموماً هو خالد أمين علي أحمد ياسين، وهو ابن ابن عمّ حماد شهاب أحمد ياسين. - فخذُ ألبو خسارة الذي ينتسب إليه حامد يوسف حُمّادي. - فخذ البو فرّاس، ومنهم أنس فلاح عايد رشيد الفَرّاس، المولود سنة 1982، مدير ناحية دجلة ثم مدير بلدية العوجة ثم مدير بلدية تكريت. ترشّح عن تحالف تقدم الوطني لمجلس النواب في الانتخابات التشريعية العراقية 2021 فصوّت له 8204 ناخبين، ولم ينجح. |
| ألبو قره أحمد   | . |
| الجعافرة        | ينتسبون إلى ألبو ناصر، وقيل إلى شمر، وقيل إلى العنبكية، وكان للجعافرة محلة قديمة في صَوب الكرخ ببغداد، قال علي الندا، شيخ البيكات الجعافرة أي الجعفر وهم من قبيلة شمر، وليس من عائلتنا. |

### الفلوجيون
الفَلّوجيون: وفقاً لثامر عبد الحسن العامري في كتابه موسوعة العشائر العراقية، هم عشيرة من السادة الرفاعيين من ذرية ناصر الدين أمير عبادة، ويلتقي نسبهم مع عشيرة البيكات عند جدهم محمد وبالأمير حسين جدّ البيكات، كان جدهم محمد بن أحمد، الملقب ناصر الدين، قد منحه العثمانيون أرضاً في الفلوجة وسكن بعض ذريته هناك وأصبحوا عشيرة مستقلة يقال لهم الفلّوجيون والسادة الفلوجيون، نخوة الفلوجيين «أولاد ناصر»، وبسبب توطّن الفلوجيين قرب عشيرة زوبع، انضم الفلوجيون إلى حِلْف عشيرة زوبع مدةً من الزمن.

## شيوخ العشيرة

### البيكات
- ندى بن حسين: قال جلال الحنفي في كتابه معجم اللغة العامية البغدادية المنشور سنة 1966 "بيجات مِن أفخاذ عشيرة ألبو ناصر في تكريت وسُمّوا باسم البيجات نسبةً إلى رئيسهم ""عمر بيك" قبل نحو مئتي سنة، ومنهم التكارتة المقيمون في كركوك، وأصل لفظة البيجات مِن البيكات، أما رئيسهم الحالي فهو "نِدى بن حسين" في تكريت، قاله سليم طه التكريتي".".[126]
- عبد الله محمود الخطاب: شيخ فندة الخطاب من البيكات، كان قبل 2003 مقاولاً كبيرًا، وصاحب نفوذ واسع،[127] اعتقلَهُ الجيش الأمريكي بعد احتلال العراق حين كان صدام حسين لا يزال متخفياً، كما اعتقلوا أخاه غالب المحمود الذي كان مقرباً من صدام حسين، فظنّ الأمريكيون أنه يعلم بمخبأ صدام فسألوه عنه، فقال لهم إنه لا يعرف، وأعلنَ غالب أنه هو وعشيرته بُرَآء من صدام، قُتل الشيخ عبد الله بعد ذلك يوم 24 حزيران سنة 2003، ونقلت جريدة الشرق الأوسط يوم 1 تموز سنة 2003 عن سكان محليين أن الشيخ عبد الله «ربما كان مسؤولا مع آخرين عن قتل أحد عشر شاباً من أبناء تكريت قبل أكثر من 10 سنوات بسبب مشكلة اجتماعية»، ووصفَ صاحبُ مطعم في تكريت عبدَ الله المحمود بأنه «رجل صالح ومتواضع».[27] عبد الله محمود الخطاب هو عمُّ عبد حمود.[128][129][en 17]
- محمود النِدا: شيخ عشيرة البيكات، قُتلَ سنة 2006 بأيدي تنظيم القاعدة، وفقاً لقول أخيه حسن الندا.[130] رَوى عنه الضابط سليم الإمامي أنه قال "عرض علي عفلق منحي رتبة ملازم فاعتذرتُ له وسألني عفلق عن سبب رفضي قلت له إن البعثيين غدارين”.[131] ذكرَ برزان إبراهيم الحسن في مذكراته غير المنشورة أن محموداً الندا كان حاضراً سنة 1973 في جلسة التحقيق مع ناظم كزار،(3) وحينئذٍ قال ناظم لمحمود "أنت مو بعثي ماذا تعمل هنا في بيت الحزب؟، اخرج من هنا لأن ليس من حقك أن تكون هنا"،[132] وقال زكي شهاب إن محموداً الندا قال له سنة 2003 إنه كان صديقاً لصدام، وأن صدام حسين ومحموداً الندا اعتادا على الذهاب معاً للسباحة والصيد، طلب زكي شهاب من محمود الندا أن يدلّه على بيته في العوجة، فقال الندا، ابحث عن المنزل الأكبر في القرية وستجدني، وقال إن بيته أكبر من بيت صدام حسين، واستطاع محمود الندا أن يحضّ جيش الاحتلال الأمريكي على تسليم جثتي عدي وقصي لدفنهما في العوجة.[133]
- علي الندا: وُلد سنة 1953م،[19] شيخ عشيرة البيكات، قُتلَ يوم 10 حزيران سنة 2008 بأيدي تنظيم القاعدة، وفقاً لقول أخيه حسن الندا، لم يكن له نشاط سياسي وفقاً لقول مؤيديه، وكان علي الندا هو الذي تسلّم جثامين عدي وقصي ومصطفى من قاعدة عسكرية في تكريت،[134] كما تسلّمَ جثمانَ الرئيس صدام حسين، بعد إعدامه، وفقاً لجريدة الشرق الأوسط، قام علي الندا «بمساندة شيوخ عشائر محافظة صلاح الدين، وهو أحد أعضاء مجلس شيوخ المحافظة، وفي الذكرى السنوية الأولى لإعدام صدام حسين دعا علي الندا إلى نسيان الماضي والتشجيع على إجراء المصالحة الوطنية»،[en 18] ذكرتْ وكالة الأنباء الفرنسية أن علي الندا «كان من الذين يدعون إلى عدم الانخراط في الأعمال المسلحة ضد الدولة».[135][136] وقال «يجب أن نبني المستقبل دونَ انتقام».[en 18] سئل علي الندا عن علي حسن المجيد ومناصبه فأجاب: «علي حسن المجيد، كان بعثياً في التنظيم العسكري للحزب، ليس بريئاً من مسألة دخول الكويت، وهي مسألة فاجأت الجميع ولم تكن بالحسبان وأعتقد أن الخلاف لم يكن يستحق كل هذه التضحيات، ولا نبرئ أطرافاً أخرى من جر العراق واستفزازه لدخول المعركة من العام 1990م إلى الآن..!»، كما سئل الندا عن احتلال الكويت، هل استشار صدام حسين عشيرته في ذلك؟ فقال: «لا، لم يأخذ رأينا بالتأكيد، فنحن لا نتدخل في شؤون الدولة وأذكر أن عوائل كويتية جاءتني في البيت وأنا لا أعرفهم وأذكر أن أحدهم كان معوقاً وكانت لديهم سيارة حمراء وكانت مع ذلك المعوق بنت هي التي تسوق السيارة، واستضفتهم لمدة ثلاثة أسابيع، ومن ثم أمنت لهم رحلة مع شاب سوري، كان يعمل عندي، إلى الأردن».[22] وسئل عن صدام، هل أوصى بأخذ ثأره من أحد؟ فأجاب علي الندا «لا، صدام لم تغتاله عشيرة وإنما تم اغتياله من قبل القوات الغازية المحتلة للعراق وأذناب الاحتلال، وهم زمرة حاقدة لا يريدون للعراق خيرا، وإلا لماذا استفزوا مشاعر العرب والمسلمين في يوم عيد الأضحى المبارك، إنها طريقة مقززة ومستفزة ومرفوضة من كل الأديان والقوانين والقيم، ويدعون بالديمقراطية والعدالة، ولكن نحن سلمنا أمرنا لله وحده وله في هذا شأن، ونؤمن بقضاء الله وقدره، وما يشفع له وقوفه بوجه الغزاة وعدم انصياعه لشروطهم ومطالبهم وهو الآن في ذمة الله».[22] وفي 2 تشرين الثاني سنة 2009، أصدرت محكمة الجنايات الخاصة في محافظة صلاح الدين حكماً بالإعدام على خمسة متهمين بقتل علي الندا، ذُكر أن ثلاثة منهم من عشيرة الندا، وواحد مصري، كان سائقاً لعلي الندا وهو الذي سهّل الاغتيال وفقاً لقول مناف علي الندا.[137][138]
- حسن النِدا: كان ضابطاً عسكرياً قبل 2003، وهو أخو محمود الندا الشيخ الأسبق، وكان أبوهما أيضاً شيخاً للعشيرة منذ سنة 1925م، حسن الندا هو ابن أخت غيداء الندا زوجة الرئيس أحمد حسن البكر، ذكر حسن الندا في مقابلة صحفية مع وكالة باسنيوز الكردية سنة 2014، أنه كان مهمّشاً في عهد حكومة صدام حسين، بسبب إعلانه عن آراء لا تتفق مع تلك الحكومة، كمعارضته لحملة الأنفال واحتلال الكويت، ورأى حسن الندا أن تدهور أحوال العراق اليوم بسبب أخطاء صدام حسين.[8] وفي يوم 24 آب سنة 2017، نقل بشار ابن سبعاوي إبراهيم الحسن، عن الشيخ عدنان إبراهيم عمر المسلط أن حسن الندا هو المخوّل بتدبير شؤون القبيلة.[139] وهو مقيم في أربيل منذ نزوح البو ناصر من قرية العوجة، وفي 23 نيسان سنة 2022م، طالبت عشائر محافظة صلاح الدين الحكومةَ بالسماح للشيخ حسن الندا بالعودة إلى صلاح الدين.[140]

### اللطيفات

خالد الأمين، شيخ اللطيفات 16-6-2021

- خالد أمين علي أحمد ياسين، من أهل قرية المحزم من فخذ البو حاج أحمد من عشيرة اللطيفات من البو ناصر، كان أبوه أمين علي أحمد الياسين شيخاً لعشيرة اللطيفات،[101] نشأ في قرية المحزم ودرس فيها الابتدائية، ودرس المتوسطة والإعدادية في تكريت ثم انتقل إلى جامعة بغداد ودرس التربية الرياضية، وتخرج سنة 1984، والتحق بالخدمة العسكرية، ثم أصبح رئيسَ اتحاد كرة القدم بمحافظة صلاح الدين ثم رئيسَ نادي صلاح الدين،[141] ترأّسَ خالد الأمين في سنة 2012 «حركة لبيك يا عراق» ضمن تحالف «عراق الأصالة» في انتخابات مجلس محافظة صلاح الدين، وفي يوم 31 كانون الثاني سنة 2013، أُعلنَ أنّ خالد أمين علي أحمد الناصري مستبعد من الترشح بقرار من المساءلة والعدالة،[142] وفي 10 شباط سنة 2013، في أيام الاحتجاجات العراقية، أُعلنَ عن مداهمة أمنية لمنزل خالد الأمين بصفته شيخ عموم البو ناصر،[143][144] ومنذ نزوح شيوخ الندا عن العوجة سنة 2014، تصدّى خالد أمين العلي للنيابة عن البو ناصر في محافظة صلاح الدين.[145][146][147] وفي يوم 6 تموز سنة 2021، صدر قرار من هيئة المساءلة والعدالة متعلق بأسماء المرشحين المستبعدين حسب قرارات مجلس المفوضين لانتخابات مجلس النواب سنة 2021، ومنهم خالد أمين علي الناصري.[148]

## الزواج

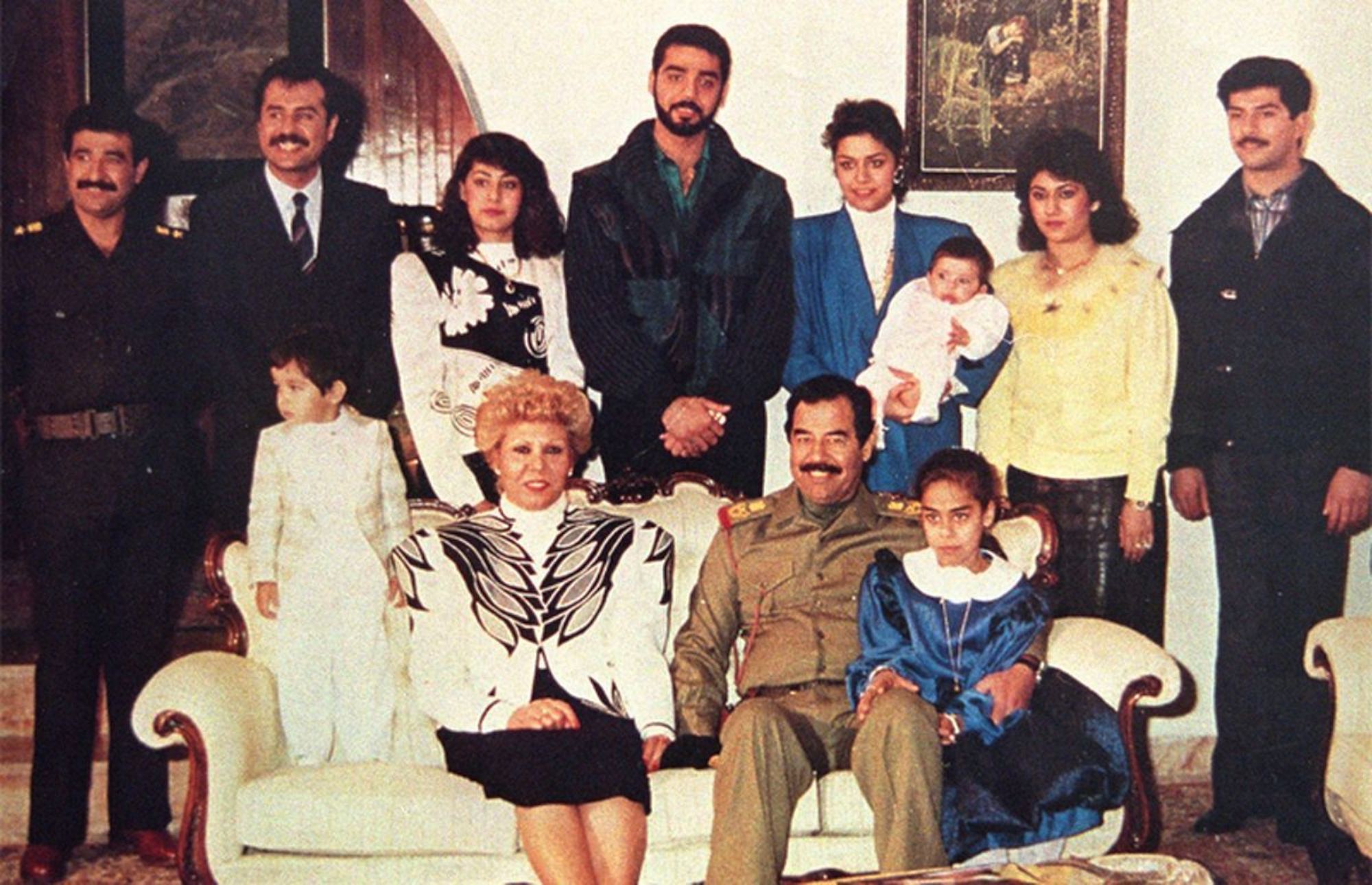
«كانت جدتي [ساجدة] من المحظوظات بالمقاييس العشائرية، فوالدها المثقف سمح لها بالتوجّه إلى المدرسة كما سمح لها بأن تعمل، وهذا ما جعل جدتي مختلفة جدا عن جميع أفراد عشيرتنا بما في ذلك لهجتها البغدادية...استمر اختلافها [ساجدة] عن الجميع حيث لم تكن ترتدي العباءة العراقية التقليدية على عكس جميع أقاربها». حرير حسين كامل، حفيدة صدام، ص 52، 53

روى خير الله طلفاح عن أبيه عن جدّه مسلط أنه "كان والي بغداد سليمان باشا الكبير راغبا في الزواج من امرأة من آل النقيب من البو ناصر، فوسّطَ سليمانُ بك الشاويَّ لخطبتها وعندما كلمها [الشاوي] استنكرت الأمر وخاطبته قائلة تصورتك كنت خاطبأ لنفسك وما تصورتك متوسطاً لتزويجها عِلجاً، وبعدئذٍ عقد لنفسه عليها، ولمّا سمع الوالي غضب وأقسم بأنه سينتقم من آل الشاوي وأمر بإطلاق مدفع على داره التي أخلوها بعد أن تسرب الخبر إليهم وفجر الماء فيها عيونه فسميت العوينة المحلة المعروفة. وفي 20 شباط سنة 2007، سئل شيخ البيكات علي الندا "هل صحيح أنكم تتزوجون نساء من بعض العوائل والعشائر، ولكنكم ترفضون تزويج بناتكم ممن يطلب منكم الزواج ويقتصر زواج نسائكم فيما بينكم فقط؟ " فأجاب "نعم كنا نأخذ من نساء العوائل المعروفة ولا نعطي نساءنا لأحد غير أقاربنا، وهذه عاداتنا وتقاليدنا… أنا بصفة شخصية لا أعتقد أنها عادة سوية في عشيرتنا، وفيها (تخلف)، لأن العرف جرى على أنّ في تصاهر العرب تقرباً وتوادّاً، ولكننا كنا متشددين في هذه المسألة، مع أننا نقبل أن نتزوج من بنات العشائر الأخرى. وقد يكون هناك سبب لرفضنا تزويج بناتنا من العشائر الأخرى، هو أن نساءنا لا يظهرن على أحد ونحن ملتزمون في هذه المسألة كما أنهن يرتدين اللباس الكامل والعباءة، ووالدة صدام حسين كانت حتى رحيلها تلبس عباءتين عباءة على كتفها وعباءة على رأسها و (البيجيات) كان يطلق عليهن لقب أمّهات العباءتين!، ومشهور عنا نحن "البيجات" أن نساءنا إذا اضطررن للخروج فلا يكون ذلك إلا بعد أن يتسترن بعتمة الليل ولا يرحن أو يغدين الا بمَحْرم ونكفيهن حاجتهن ولا يضطررن إلى العمل". العرف العشائري العربي في العراق عموماً يوجب على رجال العائلة أن لا يحضروا زفاف قريباتهم، وكذلك البو ناصر ملتزمون بهذا العرف، ما عدا عدي صدام، الذي كان يرى أن الأفضل حضورهم، غيرَ أنه لم يحضر أعراس أخواته، وكثيراً ما تتزوج البنت في العشيرة حين بلوغها 15 سنة، ويُتفق على اختيار زوجها بطريقتين، الأولى تُسمّى التحيير، وهو موروث عشائري، يتحقق بتعيين اسم الزوجة للشخص منذ طفولته، وهذا التعيين مُلزِم، والطريقة الأخرى هي التسمية، وهي تعيين اسم الزوجة للشخص اختياراً وليس التزاماً، تزوجت رغد ورنا ابنتا صدام في عمر الخامسة عشرة، وكذلك خُطبت "موج" ابنةُ قصي لعلي ابن عدنان خير الله سنة 2002. يقتضي العرف عند البو ناصر أن تتزوج المرأة من أبناء عمومتها الأقربين ثم أبناء الخالة ثم الأبعد من العشيرة، وحين خطبَ حسين كامل رغد بنت صدام، رفض إخوة صدام من الأم تلك الخطبةَ وأرادوا أن يكون ابن دهام إبراهيم الحسن زوجاً لرغد، بل اشتدّ غضب وطبانُ وهدّدَ حسينَ كامل بالذبح إن أصرّ على طلب الزواج، فأصرّ حسين كامل وقال لهم "سوف آخذ رغد وأريد أن أرى من هو الرجل القادر على منعي من ذلك"، وفي تلك الفترة ذهب حسين كامل إلى بناية المخابرات التي يرأسها برزان أخو صدام من الأم، فمنعه برزان من الدخول، وعلمَ صدام بذلك فقال لبرزان "برزانُ، هذا نسيب صدام حسين وهيجي [هكذا] تعامِلُه، لعد [إذن] الناس العادية شنو أتسوي بيهم؟"، أراد عدي صدام أن يتزوج من امرأة بغدادية من غير عشيرة البو ناصر، فرفض صدام ذلك، كما رفضت نساء العائلة. وخطبَ عديٌ هبةَ بنت علي حسن المجيد، فرفض أبوها خوفاً على ابنته لأنها وحيدتُه، وحين تزوّج عدي من سجى بنت برزان، كان مسكنهما في جناح في القصر الجمهوري، لم يتوثق التآلف بينهما، واستأذنت سجى من عدي لزيارة أهلها في سويسرة حيث كان أبوها برزان سفيراً، فوافق عدي، ولمّا وصلت سجى إلى سويسرا، أبلغت عدي صدام بأنها لن تعود إلى العراق ما لم يترك السهر ويُسكنها في بيت مستقل، فغضب عدي وأحس بأنه خُدع، فقال لأهلها، لتمكث ابنتكم معكم ولا أقبل بهذا الأسلوب، وحين أُصيب عدي في محاولة اغتيال، كانت إصابته شديدة، فتوجهت سجى بنت برزان إلى الأردن وخابَرت عدي صدام وقالت له إنها راجعة إليه، فلم يلبث عدي أن اتصل بعلي حسن المجيد وطلب منه الزواج من ابنته هبة، فوافق علي حسن المجيد فوراً، التزاماً منه بالعرف العشائري، إذ لا يجوز الانتقاص من عدي بسبب ما أصابه، فلمّا سمعت سجى بخبر الخِطبة، عادت من عمّان إلى سويسرا. وبُعيد حفلة الحِنّة التي أُقيمت لبَنان ابنة حسين كامل، تمهيداً لزفافها من بدر رعد محمود ناصر الأعظمي، يوم 24 تشرين الثاني سنة 2014، أَعلنَ فلاح حسن الندا ابن شيخ البو ناصر، انتقادَه للحفلة إذ رأى أن فيها إسرافاً في حين يعاني العراقيون من مشاكل أمنية واقتصادية، وقال "كان من الأفضل أن تكون حفلة حِنّة عادية وعرساً عادياً تضامناً مع أهلكم في العراق .. أم إنكم نسيتم أنكم عراقيون؟ وهل كان من الضروري نشر صور حفل الحنة وبوفيه الحلويات .. ألا كان من الأجدر أن تحافظوا على شعور الفقراء والنازحين في مناطقكم الذين يسكنون الخيم في هذا الشتاء القارص؟"، قالت حرير حسين كامل "وبقيت تقاليد العشيرة أقوى من كل تيجان السعادة الأخرى".

## أملاك العشيرة
وفقاً لقول حسن الندا شيخ البيكات، فإن الحكومة العراقية قد استولت على أملاك العشيرة، قال حسن «الحكومة العراقية تستهدفنا في كل قراراتها، منها قرار بول بريمر (الجائر) المرقم 88 والذي تم الاستيلاء بموجبه على كل أملاك العشيرة التي تبلغ عدد أفرادها 12 ألف نسمة...بعض الذين تم الاستيلاء على أموالهم وأملاكهم توفوا قبل عام 1968….أملاك والدي التي يعود سندات ملكية بعضها إلى العام 1912، قد تم حجزها، ناهيك عن قطع الراتب التقاعدي لوالدي قبل شهرين» وقال أيضاً «الحكومة تمنعنا من استغلال أراضينا الزراعية في حين نحن نعتمد على دخل هذه الأراضي في معيشتنا، وكنا نعمل بالزراعة حتى قبل ولادة صدام حسين الذي كان والده فلاحاً أيضا».

### حجز الأموال
في شهر تشرين الثاني سنة 2003 نشر مجلس الحكم العراقي قائمة الأشخاص الذين قرر مجلس الحكم حجز أموالهم، وعددهم 216 شخصاً من أقارب صدام ومساعديه،

### قرار المصادرة
لم يترك صدام إرثاً مسجلاً باسمه، ما عدا شقة واحدة ذات غرفتين، ورثها من أُمّهِ في بلدته العُوجَة، وقد أعلنَ أحد محامي صدام أنه ليس لصدام أملاك في العراق ولا في غيره، وكان هذا التصريح سنة 2009م تعليقاً على عزم حكومة العراق أن تصادر أملاك صدام، ثم في عام 2018 أعلنت حكومة العراق عن مصادرة أملاك 4257 شخصاً، وهم صدام وعائلته من ذوي الدرجة الأولى والثانية، مع وكلائهم، وقيل في البيان إنه «أنجزت القوائم الخاصة بأسماء المشمولين بالقانون (72) لسنة 2017، والذي تضمن حجز ومصادرة الأموال المنقولة وغير المنقولة لأركان النظام السابق»، وذُكِرَ فيه: «مصادرة الأموال المنقولة وغير المنقولة من رئيس النظام السابق صدام حسين المجيد وأولاده وأحفاده وأقربائه حتى الدرجة الثانية ووكلائهم ممن أجروا نقل ملكية الأموال المشار إليها في هذا القانون وبموجب وكالاتهم، وتسجل عائدية المصادرات لوزارة المالية». وفي 3 أيار عام 2020، توعّدتْ رغد صدام حسين بالمساءلة القانونية على كل من استحوذ على أملاك عائلتها، وقالت «سنقاضي كل من استحوذ على ممتلكات العائلة الشخصية...».

## نزوح العشيرة من العوجة
بعد سيطرة تنظيم الدولة الإسلامية (داعش) على محافظة صلاح الدين سنة 2014، اُضطرّ بعض قبيلة ألبو ناصر إلى النزوح إلى إقليم كردستان شمال العراق، وما يزالون بعيدين عن مناطقهم. اُتُهمتْ العشيرة بأن لها اشتراكاً في مجزرة سبايكر، وقد نفت العشيرة عدة مرات أن يكون لها صلة بتلك الحادثة وفقاً لقول الشيخ حسن الندا الذي ذكرَ أنّ «عشيرته ضد عمليات القتل التي تقع والجرائم الارهابية، إضافة إلى أنها تعلن براءتها للمرة الخامسة من جريمة سبايكر»، وما زالت العشيرة لا تستطيع الرجوع إلى بلدتهم العوجة، قال حسن الندا في سنة 2015م «العشيرة لم تحصل على أيّة ضمانات بسلامتها في حال العودة وليس مستبعد أن تتعرض أفرادها للانتقام». وبعد مضي 5 سنوات على تهجير العشيرة، أُعلنَ في شهر تمور سنة 2019، عن موافقة أبو مهدي المهندس نائب رئيس الحشد الشعبي المسيطر على العوجة، أنه حدث اتفاق بين الحشد وبين محافظة صلاح الدين للسماح بعودة المهجّرين من العشيرة إلى ديارهم، قال مناف علي الندا، أحد شيوخ العشيرة في وصف قرية العوجة «كانت الناس تعتقد قبل 2003 أن شوارع العوجة معبدة بالمرمر الخالص، فوجدوا بعد ذلك أنها قرية عادية، فيها بضع قصور بجانب الكثير من المنازل العادية التي دمرت معظمها المعارك ضد (داعش)»، وقد استمرّ إبعاد ألبو ناصر لأن الكثير من القوى الشيعية تنظر إليهم بنوع من الارتياب وعدم التعاطف وتحملهم مسؤولية الكوارث التي حدثت في عهد الرئيس صدام حسين، باعتبارهم عشيرته وأبناء عمومته، وفقاً لقول فاضل النشمي في جريدة الشرق الأوسط. وقال المتحدث باسم عشائر صلاح الدين، مروان الجبارة «أهالي العوجة ذاقوا الأمرّين بعد 2003، ونزحوا عن ديارهم بعد 2014، وعدد غير قليل منهم لا يملك قوت يومه، لذلك نحن سعداء بعودتهم، وكانت لنا مناشدات كثيرة للحكومة والجهات المسؤولة بشأن عودتهم»، وقال «عودة أهالي العوجة ستكون إحدى ملامح إعادة اللحمة الوطنية والمصالحة وطي صفحة الماضي، نحن ندافع عن حق الأهالي العاديين، من غير المتورطين بجرائم، ونطالب بعودتهم إلى بيوتهم، ولا ندافع عن أولئك الذين أجرموا وتلطخت أيديهم بدماء الأبرياء»، وبعد هذا الإعلان عن السماح بعودة النازحين، ظلّت قرية العوجة خالية، لم يعد إليها أهلها حتى شهر شباط سنة 2020، قال عبد الرحمن الناصري، أحد أفراد العشيرة «سنوات التهجير لم تترك لي شيء من ممتلكاتي حتى مصوغات زوجتي وسيارتي بعتها وأتمنى العودة إلى منزلي وأرضي في العوجة، إذ سمعنا بأن الموافقة حصلت لكن انتشار شائعات عن عمليات تصفية واعتقالات تطال النازحين العائدين أجبرتنا على الانتظار». وفي شهر حزيران سنة 2022 اعتقلت الشرطة اللبنانية ياسر بن عبد الله بن سبعاوي الحسن، وفي يوم 11 تشرين الثاني سنة 2022، سلّمت الحكومة اللبنانية ياسر إلى الانتربول العراقي الذي قال «بعد جهد استثنائي وتعقب استخباري تم استرداد المدعو (ع. ي.س) المتهم بجريمة سبايكر، والمطلوب وفقاً لأحكام المادة 4 إرهاب، من الجمهورية اللبنانية». وُلد ياسر سنة 1994.

## الهوامش
- «1»: معنى الاعتدال حينئذً أن الشخص لا يدعو إلى المواجهة المسلحة ضد الدولة.[171]
- «2»: قد يكون اسم «كمال الدوري» سهواً من الشيخ علي الندا، لأن الاسم الذي ذُكر هو اللواء حكمت عمر الدوري وفقاً لأخي حكمت عمر الدوري، ولطاهر العاني والمحامي سليمان الجبوري وعبد المالك شهاب الملا خليل ابن عم قيس النامق.[172][173][174]
- «3»:كان ناظم كزار قد قتلَ حماد شهاب الذي هو من عشيرة ألبو ناصر.[175]

## وصلات خارجية
- كتاب النجوم الزواهر في شجرة الأمير ناصر.
- السجل المدني لعائلة صدام، في مديرية الجنسية بالكرخ في بغداد، وفقاً لحميد عبد الله في برنامجه_الحلقة «سائق صدام حسين يتحدث عن ايامه الاخيرة مع الرئيس، تلك الايام مع د.حميد عبد الله»، الدقيقة 6:50.
- هل عاش صدام صراعاً بين القيم العشائرية والمدنية؟.